# Anatolikos
Anatolikos – rodzaj skorupiaków z infrarzędu krabów i rodziny Cancridae.
Rodzaj ten opisali w 2000 roku C.E. Schweitzer i R.M. Feldmann. Należą tu 2 gatunki współczesne oraz 1 wymarły, znany z wczesnego miocenu:
- Anatolikos itoigawai (Karasawa, 1990)
- Anatolikos japonicus (Ortmann, 1893)
- Anatolikos tumifrons (Yokoya, 1933)

Kraby te mają karapaks o długości wynoszącej 70–80% jego największej szerokości, najszerszy na wysokości przedostatnich kolców przednio-bocznych. Podział karapaksu na regiony jest widoczny dzięki łatkom ziarenek, natomiast dzielące je rowki są niewyraźne. Krawędź frontalna lekko wystaje przed orbitalne, a łączna długość tych krawędzi wynosi 31–46% największej szerokości karapaksu. Na krawędzi frontalnej znajduje się, włącznie z wewnętrznymi orbitalnymi, 5 silnie zbliżonych, ale rozdzielonych szczelinami kolców. Każda z krawędzi przednio-bocznych ma 10–12 oddzielonych szczelinami, trójkątnie zakończonych kolców, z których 3 i 4, 5 i 6, 7 i 8 oraz 9 i 10 są sparowane. Prawie proste lub wklęsłe krawędzie tylno-boczne oraz prosta krawędź tylna są obrzeżone, a te pierwsze mogą mieć po jednym kolcu lub być całobrzegie.
Szczypce cechują krótki propodit i palce. Górna krawędź propoditu ma 3 kolce, dolna kil, a jego powierzchnia zewnętrzna jest guzkowana i opatrzona 3 ziarenkowanymi listewkami. Powierzchnie tnące obu palców szczypiec mają tępe zęby, przy czym te na palcu nieruchomym są duże, a te na ruchomym małe.
Rodzaj endemiczny dla okolic Japonii.